# Xã Amanda, Quận Hancock, Ohio
Xã Amanda (tiếng Anh: Amanda Township) là một xã thuộc quận Hancock, tiểu bang Ohio, Hoa Kỳ. Năm 2010, dân số của xã này là 1.024 người.